# COVID-19 na gravidez

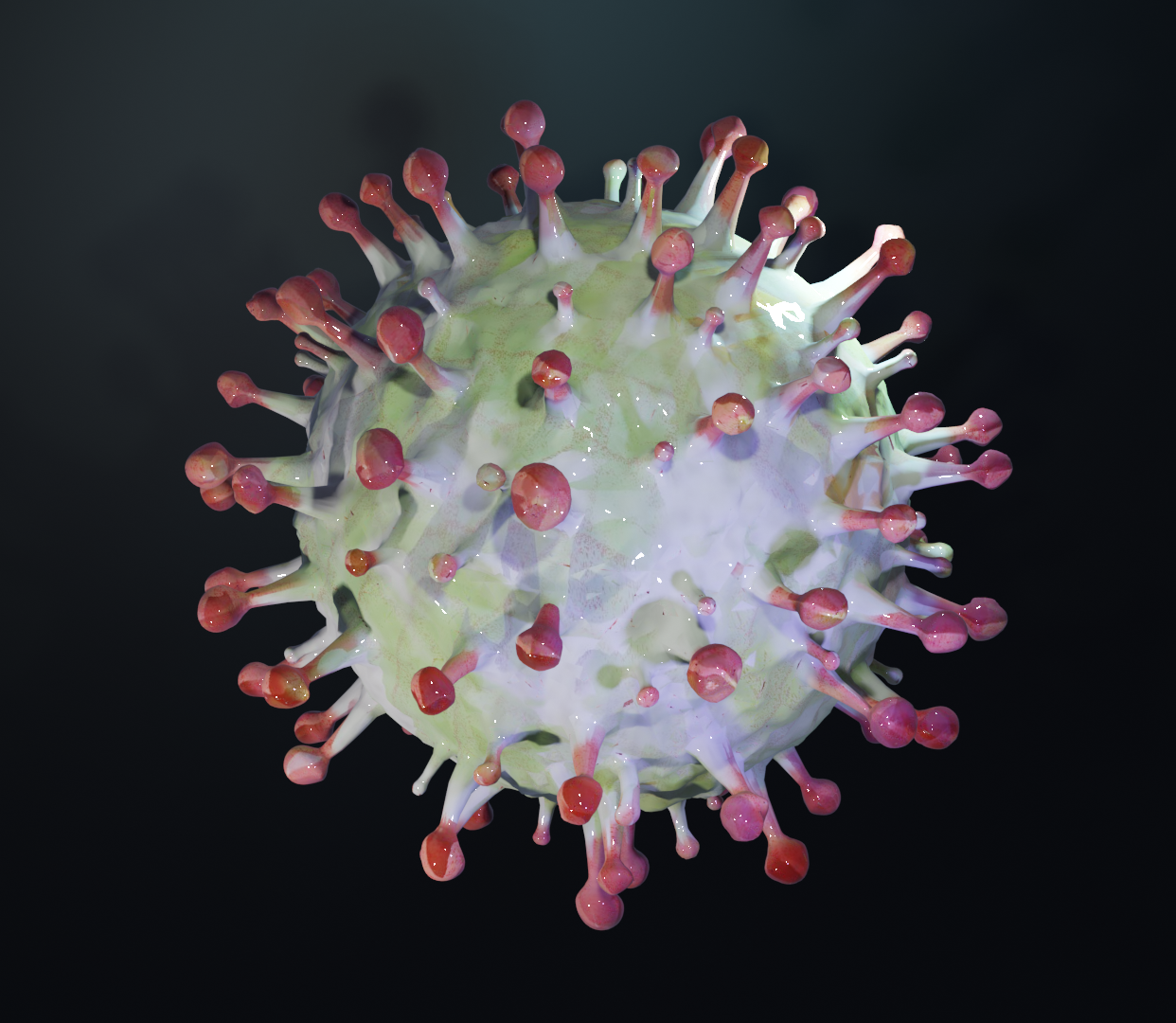
ilustração virtual do novo coronavírus.

O efeito da infecção por COVID-19 na gravidez não é completamente conhecido devido à falta de dados confiáveis. Os resultados de um estudo na China mostram que as características clínicas da pneumonia por COVID-19 em mulheres grávidas foram semelhantes às relatadas em mulheres não grávidas. Até março de 2020, não havia evidências de transmissão vertical do COVID-19 de mãe para filho no final da gravidez. Previsões baseadas em infecções semelhantes, como SARS e MERS, sugerem que as mulheres grávidas correm um risco maior de infecção grave.
Como o COVID-19 mostra semelhanças com o SARS-CoV e o MERS-CoV, é provável que seus efeitos na gravidez sejam semelhantes. Durante a pandemia 2002-2003, foram estudadas 12 mulheres infectadas com SARS-CoV. Quatro de sete tiveram aborto espontâneo no primeiro trimestre, dois de cinco tiveram restrição de crescimento fetal no segundo trimestre e quatro de cinco tiveram parto prematuro. Três mulheres morreram durante a gravidez. Nenhum dos recém-nascidos foi infectado com SARS-CoV.
A Organização Mundial da Saúde (OMS) e os Centros de Controle e Prevenção de Doenças dos Estados Unidos (CDC) aconselham as mulheres grávidas a fazer as mesmas coisas que o público em geral para evitar infecções, como evitar interagir com pessoas doentes, limpar as mãos com sabão e água ou desinfetante.